# Дравиньський Врх
Дравиньський Врх (словен. Dravinjski Vrh) — поселення в общині Видем, Подравський регіон‎, Словенія.